# Jörg Beyel
Jörg Beyel (* 2. Oktober 1969 in Brachelen, Hückelhoven) ist ein ehemaliger deutscher Fußballspieler.

## Karriere
Beyel begann seine Fußballerlaufbahn in der Jugend des SV Brachelen. Über den SV Baesweiler 09 gelangte er 1985 in die Nachwuchsabteilung des damaligen Zweitligisten Alemannia Aachen. Die Alemannia wurde ab 1988 auch seine erste Profistation, dort erzielte er in 24 Spielen acht Tore. Nach zwei erfolgreichen Jahren in Aachen wechselte Jörg Beyel 1990 zum MSV Duisburg. Noch im gleichen Jahr gelang ihm dort der Aufstieg in die Fußball-Bundesliga, wo er jedoch nicht zum Einsatz kam. Wiederum nach zwei Jahren in Duisburg wechselte er zunächst zum Wuppertaler SV und nur ein Jahr später zum Oberligisten SC Brück, mit dem er in die Regionalliga West/Südwest aufstieg. Nach einer Fusion fortan für Preußen Köln spielend, wurde er 1994/95 Torschützenkönig der Regionalliga. Im Sommer 1995 schloss sich Beyel dem Zweitligisten SG Wattenscheid 09 an, doch nach nur sieben Spielen wechselte der Stürmer Ende September 1995 in die Regionalliga zu Rot-Weiss Essen. Unter anderem erzielte Beyel dort per Fallrückzieher das „Tor des Monats Oktober 1995“. Mit elf Saisontoren 1995/96 trug er zum Aufstieg seines Vereins in die 2. Bundesliga bei. Nach einem Jahr mit Essen in der Zweiten Liga wechselte Beyel 1997 zum Regionalligisten Germania Teveren, ab Januar 1998 ging er für Rot-Weiß Oberhausen auf Torejagd.
Nach zahlreichen schweren Verletzungen musste Jörg Beyel im Jahr 2000 seine Profi-Fußballkarriere beenden.
Insgesamt hat Beyel in acht Spielzeiten der zweiten Bundesliga in 84 Spielen 13 Tore erzielt.
Nachdem er sich vom Profifußball verabschiedet hatte, spielte Beyel ab 2004 für den damaligen Verbandsligisten FSV Geilenkirchen. Dort avancierte er trotz vieler Verletzungen zum erfolgreichsten Stürmer der Verbandsliga Mittelrhein und war maßgeblich am Klassenerhalt des FSV beteiligt.
Seit 2007 ist er als Trainer tätig. Zuerst trainierte er bis Dezember 2008 die Reserve des FC Wegberg-Beeck, bevor er 2009 die erste Mannschaft des SV Brachelen als Trainer übernahm. Von 2020 bis 2022 war Beyel Trainer der ersten Mannschaft des SSV Viktoria Katzem.